# José Aguirre de Achá
José María Aguirre Achá (Cochabamba, Bolivia; 28 de marzo de 1877 – La Paz, Bolivia; 1941) fue un escritor y político boliviano.
Es nieto del expresidente de Bolivia José María Achá.

## Biografía
Hijo del escritor Nataniel Aguirre y Margarita Achá, hija del ex presidente de Bolivia José María Achá Valiente, fue un activo abogado del movimiento revolucionario de 1898, diplomático, político y militar. 
Participó en la Guerra del Acre de 1900 como ayudante de campo del general y presidente José Manuel Pando. 
Llegó a ocupar el cargo de ministro de Educación bajo del gobierno de Hernando Siles, y como diplomático estuvo destinado en Colombia, Ecuador, Estados Unidos, Venezuela.
Dirigió la revista literaria Gutemberg Ilustrado en Cochabamba y es el autor, entre otros versos, de la letra del himno Salve, Oh Patria y del vals En las playas del Beni. Además, de poesía, escribió novela y teatro. 
"Prosa correcta, suave, clara, fluye con gracia poética, tacto descriptivo y sagacidad sicológica conformado una auténtica novela política sin parangón en la literatura boliviana. Tampoco encontraríamos fácilmente en la novelística americana de su tiempo obra que la igualara o aventajara en su especie", comentó el escritor Augusto Guzmán sobre José Aguirre. Y el literato y político Gustavo Adolfo Otero dijo: "En sus poesías se destaca el sentimiento melancólico y la nota de emotividad dolorosa. Pesa en su obra la influencia del siglo XIX y del romanticismo. Por su temperamento vibrante y su patriotismo lírico, es uno de nuestros destacados poetas cívicos".

## Obras
- Vaguedades, 1901, poesía
- De los Andes al Amazonas, 1902, memorias de la Guerra del Acre
- Poesías, 1912
- Platonia, 1923, novela
- El secreto del Ande, 1930, poesía
- La antigua provincia de Chiquitos limítrofe de la provincia del Paraguay, 1933, geografía